# Ягодник (Підкарпатське воєводство)
Ягодник (пол. Jagodnik) — село в Польщі, у гміні Цмоляс Кольбушовського повіту Підкарпатського воєводства.
Населення — 486 осіб (2011).
У 1975-1998 роках село належало до Ряшівського воєводства.

## Демографія
Демографічна структура станом на 31 березня 2011 року:
|          | Загалом | Допрацездатний вік | Працездатний вік | Постпрацездатний вік |
| -------- | ------- | ------------------ | ---------------- | -------------------- |
| Чоловіки | 248     | 67                 | 149              | 32                   |
| Жінки    | 238     | 64                 | 115              | 59                   |
| Разом    | 486     | 131                | 264              | 91                   |